# Kansas City (canción)
«Kansas City» es el título de una canción de rhythm and blues escrita por Jerry Leiber y Mike Stoller en 1952. La canción, un 12-bar blues, fue grabada por Little Willie Littlefield ese mismo año, bajo el título, "KC Lovin". La versión de Littlefield fue un éxito regional en los alrededores de Los Ángeles. 
La versión más conocida de "Kansas City" fue grabada en 1959 por Wilbert Harrison. Alcanzó el número uno en las listas de R&B y el Billboard Hot 100, y restituyó el título al de la canción original. Desde el lanzamiento de Wilbert Harrison, la canción ha sido interpretada por centenares de artistas, entre ellos Little Richard, The Beatles, Albert King, Peggy Lee, Bill Haley & His Comets, Fats Domino y Los Mac's, en su álbum Go Go / 22.

## Versión de The Beatles
Uno de los espectáculos de rock más emocionantes de The Beatles era el medley "Kansas City/Hey-Hey-Hey-Hey" que fue grabado para Beatles For Sale en una sola toma en octubre de 1964. 
Little Richard, al realizar la canción en vivo, por lo general hacía una mezcla con su propia canción "Hey, Hey, Hey, Hey", que fue lanzada por primera vez en 1958 como lado B de Good Golly Miss Molly. The Beatles vieron a Little Richard realizar la mezcla en concierto, e hicieron su propia versión en 1962. 
Una presentación en vivo de las canciones fue capturada en el Cavern Club, en Liverpool, el 5 de septiembre de 1962, por un técnico de sonido de Granada TV. Una grabación del Star-Club, de Hamburgo, fue grabada en diciembre de 1962, también está disponible en bootlegs. 
Una versión en vivo realizada para una sesión de radio de la BBC del 16 de julio de 1963, y fue emitida por primera vez el 6 de agosto de ese mismo año. Esta versión fue lanzada en 1994 en Live at the BBC. 

### Grabación
A pesar de haberla abandonado en 1963, The Beatles revivieron la mezcla en su gira por Estados Unidos cuando llegaron por primera vez a Kansas el 17 de septiembre de 1964. Fue recibida con entusiasmo por la multitud, lo que lleva al grupo a considerarla para una grabación en el estudio. 
Así lo hicieron un mes más tarde, cuando la escasez de material original para su cuarto álbum dio lugar a revivir una serie de viejas canciones. 
"Kansas City/Hey-Hey-Hey-Hey!" se convirtió en una de las versiones de mayor éxito de The Beatles. Perfeccionándola en una sola toma, fue una de las primeras canciones que se regrabaron durante una sesión colosal, el 18 de octubre de 1964. 
The Beatles llegaron a grabar una segunda toma de la mezcla, aunque esta no apareció hasta 1995, cuando fue la última canción en Anthology 1. 

### Personal
- Paul McCartney - voz, bajo (Höfner 500/1 63'), palmas.
- John Lennon - coros, guitarra rítmica (Rickenbacker 325c58) y (Rickenbacker 325c64), palmas.
- George Harrison - coros, guitarra líder (Gretsch Tennessean), guitarra eléctrica (Gretsch Country Gentleman) y (Gretsch Duo Jet), palmas.
- Ringo Starr - batería (Ludwig Super Classic), palmas.
- George Martin - piano (Steinway Vertegrand Upright Piano)

Personal por The Beatles Bible